# Matte (geslacht)
Het Chileense geslacht Matte stamt uit Catalonië in Spanje. Het geslacht behoort tot de invloedrijkste en meest welgestelde families van Chili en speelt een voorname rol in de politiek, het zakenleven en de wetenschap. Hun gezamenlijke vermogen wordt door het Amerikaanse tijdschrift Forbes geschat op 2,7 miljard dollar (2007).
Stamvader is Andrés Matte die leefde in de achttiende eeuw en getrouwd was met María Pérez Ramos. Zijn zoon, Francisco Javier Matte, opende met zijn vrouw María del Rosario Mesías Cereceda aan het begin van de negentiende eeuw een textielwinkel in Santiago. Hun zoon Domingo (1812-1893) was de stichter van de Banco Matte y Cía en grondlegger van het familiefortuin. Daarnaast was hij ook politiek actief voor de Partido Conservador (Conservatieve Partij) en later voor de Partido Nacional (Nationale Partij). Hij was getrouwd met Rosario Pérez Vargas en het echtpaar had zestien kinderen, van wie een aantal actief was in het politieke, zakelijke en maatschappelijke leven van Chili.
1. Andrés Matte
  1. Francisco Javier Matte, winkelier
    1. Domingo Matte Mésias (1812-1893), bankier en politicus
      1. Augusto Matte Pérez (1843-1913), bankier, diplomaat (gezant in Frankrijk en het Vaticaan), minister
        1. Rebeca Matte Bello (1875-1929), beeldend kunstenaar

      2. Eduardo Matte Pérez (1847-1902), advocaat, afgevaardigde, senator, minister
        1. Jorge Matte Gormaz (1875-1944), politicus en diplomaat

      3. Claudio Matte Pérez (1858-1956), wetenschapper, rector Universiteit van Chili, filantroop
      4. Delia Matte Pérez (geb. en † onbekend), feministe
      5. Ricardo Matte Pérez (1860-1913), grootgrondbezitter en politicus
        1. Ricardo Matte Amunátegui (geb. en † onbekend), universitair docent (Kath. Universiteit van Chili)

      6. Domingo Matte Pérez (geb. en † onbekend), advocaat en landbouwer
        1. Arturo Matte Larraín (1893-1980), minister, presidentskandidaat 1952, tr. Ester Alessandri Rodríguez, dochter van president Arturo Alessandri (1868-1950)
          1. Esther Matte Alessandri (1920-1997), dichteres
          2. Arturo Matte Alessandri (*1924)
            1. Magdalena Matte Lecaros (*1950), politica, minister

      7. Eliodoro Matte Gormaz (1877-†onbekend)
        1. Eliodoro Matte Ossa (1905-2000), ondernemer, miljonair, tegenstander van president Salvador Allende
          1. Eliodoro Matte Larraín (*1945), ondernemer, miljonair, conservatief denker
          2. Bernardo Matte Larraín (*1955), ondernemer, miljonair, tegenstander van president Salvador Allende, medestander (en daarna tegenstander) van president Augusto Pinochet financier conservatief-liberale partij Renovación Nacional
          3. Luis Matte Larraín (1891-1936), ondernemer, politicus en ingenieur
            1. Luis Matte Valdés (*1933), minister onder Salvador Allende